# Thomas Rostollan
Thomas Rostollan (Marselha, 18 de março de 1986) é um ciclista francês. Estreou como profissional nas fileiras da conjunto La Pomme Marseille. Desde 2016 até 2017, ano de sua retirada, militou na equipa francesa de categoria continental Armée de terre.

## Palmarés
2008
- Grande Prêmio de Chantal Biya, mais 1 etapa

2009
- 1 etapa da Volta à Navarra

2012
- 1 etapa do An Post Rás

2015
- Grande Prêmio Cristal Energie

2016
- 1 etapa do Tour de Bretanha[2]